# بابی کولمن
بابی کولمن (انگلیسی: Bobby Coleman؛ زادهٔ ۵ مهٔ ۱۹۹۷) یک هنرپیشه اهل ایالات متحده آمریکا است. وی از سال ۲۰۰۲ میلادی تاکنون مشغول فعالیت بوده‌است.
از فیلم‌ها یا برنامه‌های تلویزیونی که وی در آن نقش داشته است می‌توان به پست گرید و کودک مریخی اشاره کرد.